# Nifelheim (album)
Nifelheim è il primo album omonimo del gruppo musicale Nifelheim, pubblicato nel 1995 dalla Necropolis Records.

## Tracce
1. The Devastation - 3:00
2. Black Curse - 4:56
3. Unholy Death - 2:02
4. Possessed by Evil - 3:53
5. Sodomizer - 5:07
6. Satanic Sacrifice - 3:14
7. Storm of Satan's Fire - 4:33
8. Witchfuck - 3:03

## Formazione
- Hellbutcher - voce
- Tyrant - basso
- Demon - batteria